# Dieta de Worms

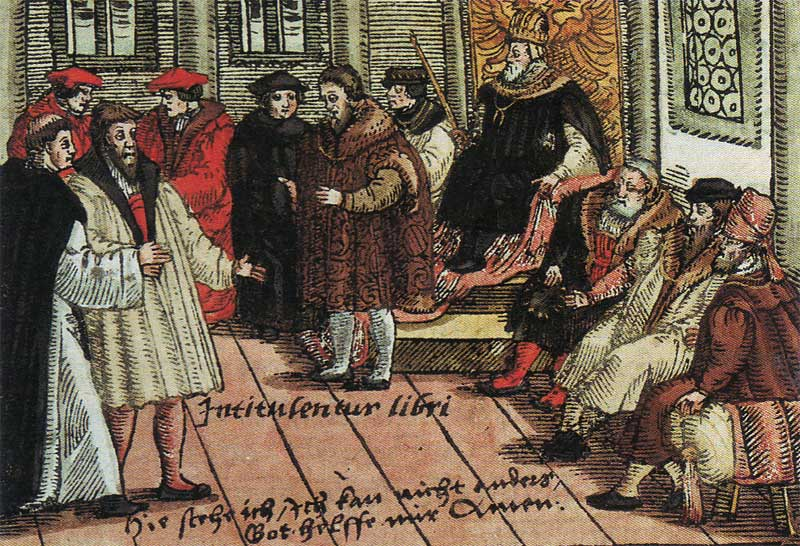
Luter a Worms

La Dieta de Worms de 1521 (en alemany: Wormser Reichstag) va ser una assemblea dels prínceps del Sacre Imperi Romanogermànic. Es va desenvolupar a Worms, Alemanya, del 28 de gener al 25 de maig de 1521. Va ser presidida pel recent emperador, Carles V.
L'aspecte històricament més rellevant de la dieta va ser l'audició de Martí Luter, convocat per a retractar-se de les seues tesis. Del 16 al 18 d'abril Luter va parlar davant de l'assemblea però, en comptes d'abjurar, va defensar amb energia la seva Reforma protestant.
L'any precedent el papa Lleó X havia emès la butlla Exsurge Domine, requerint que Luter es retractara de 41 de les 95 tesis que criticaven l'Església. Luter va ser convocat per l'Emperador per a comparèixer davant de la Dieta Imperial. El  príncep Frederic III, elector de Saxònia, va obtenir un acord pel qual si Luter s'hi presentava li seria donat un salconduit per anar i per tornar de Worms. Tal garantia era essencial després del tracte rebut per Jan Hus, que va ser processat i executat en el Concili de Constança de 1415, malgrat que tenia un salconduit.

## La Defensa de Luter
Trobant-se enfront de la Dieta reunida, Luter va fer un nombre de declaracions en el seu defensa que serien cèlebres. Va admetre l'autoria dels escrits que duien el seu nom, però va rebutjar d'abjurar dels seus ensenyaments. Va sostenir que no podria desistir almenys que no estiguera convençut a fer-lo.
Luter va argumentar:
| « | Almenys que no estiga convençut de testimoniatges de les escriptures o de raons evidents - ja que no confie en el Papa, ni en el seu Concili, atès que ells han errat contínuament i s'han contradit a si mateixos - Em mantinc ferm en les escriptures per mi adoptades, i la meua consciència és presonera de la paraula de Déu, i no puc ni vull revocar cap, veient que no és segur o just actuar contra la consciència. Déu m'ajuda. Amén. | » |

Aquesta argumentació copejava al cor dels ensenyaments de l'Església Catòlica Romana, segons les quals l'Església és pilar i fonament de la veritat, i el dipòsit de la fe. No s'acceptava cap contradicció formal (axiomàticament l'Església no pot contradir-se mai a si mateixa), i s'insistia que Luter errava en intentar seguir només les Sagrades Escriptures, que segons la doctrina catòlica són només una part de la revelació divina, juntament amb la Sagrada Tradició, i només són interpretables seguint les directrius del Magisteri de l'Església.

## Edicte de Worms
L'anunci papal de la Dieta va redactar i va proposar les violentes denúncies manifestes en l'Edicte de Worms, promulgat el 25 de maig. Aquest declarava a Luter com un bandit i va prohibir la lectura i possessió dels seus escrits. Permetia a qualsevol matar a Luter sense patir conseqüències penals. L'edicte va ser un acte que va provocar agitació fins i tot en els més moderats, i en particular en Erasme de Rotterdam.
No obstant això l'acord que garantia a Luter un retorn segur, va incloure que Luter seria prompte arrestat i castigat. Per a protegir-lo d'aquesta destinació, el príncep Frederic el va capturar de camí a casa i el va amagar al castell de Wartburg. Durant aquest període, a Wartburg, Luter va iniciar la seua traducció de la Bíblia a l'alemany.
Quan per fi Luter va eixir del seu refugi, l'emperador estava preocupat per qüestions militars, i a causa del creixent suport públic a favor de Luter entre les poblacions alemanyes, l'edicte de Worms no va arribar a ser mai obeït. Luter va continuar amb la reforma fins a la seua mort, l'any 1546.